# アイズ (芸能事務所)
株式会社アイズ（英: eyes inc.）は東京都渋谷区にあるモデル・タレントエージェンシー。

## 所属者

### タレント
- 相沢菜々子
- 七瀬なな

### モデル
- 立華理莉
- 折原深月
- 朝野姫羅
- みづき
- 西野莉世

## かつての所属者
- 霧島聖子
- 太田麻美
- 北川みこ
- 桜田莉奈
- 杉原あやの
- 星沢しおり